# Eresia veternosa
Eresia veternosa är en fjärilsart som beskrevs av D'almeida 1922. Eresia veternosa ingår i släktet Eresia och familjen praktfjärilar. Inga underarter finns listade i Catalogue of Life.